# Eupithecia aphanes
Eupithecia aphanes är en fjärilsart som beskrevs av Turner 1941. Eupithecia aphanes ingår i släktet Eupithecia och familjen mätare. Inga underarter finns listade i Catalogue of Life.